# Квартет Кнайзеля

В 1912 году

Квартет Кнайзеля (англ. Kneisel Quartet) — американский струнный квартет, основанный Францем Кнайзелем и существовавший в 1885—1917 гг.

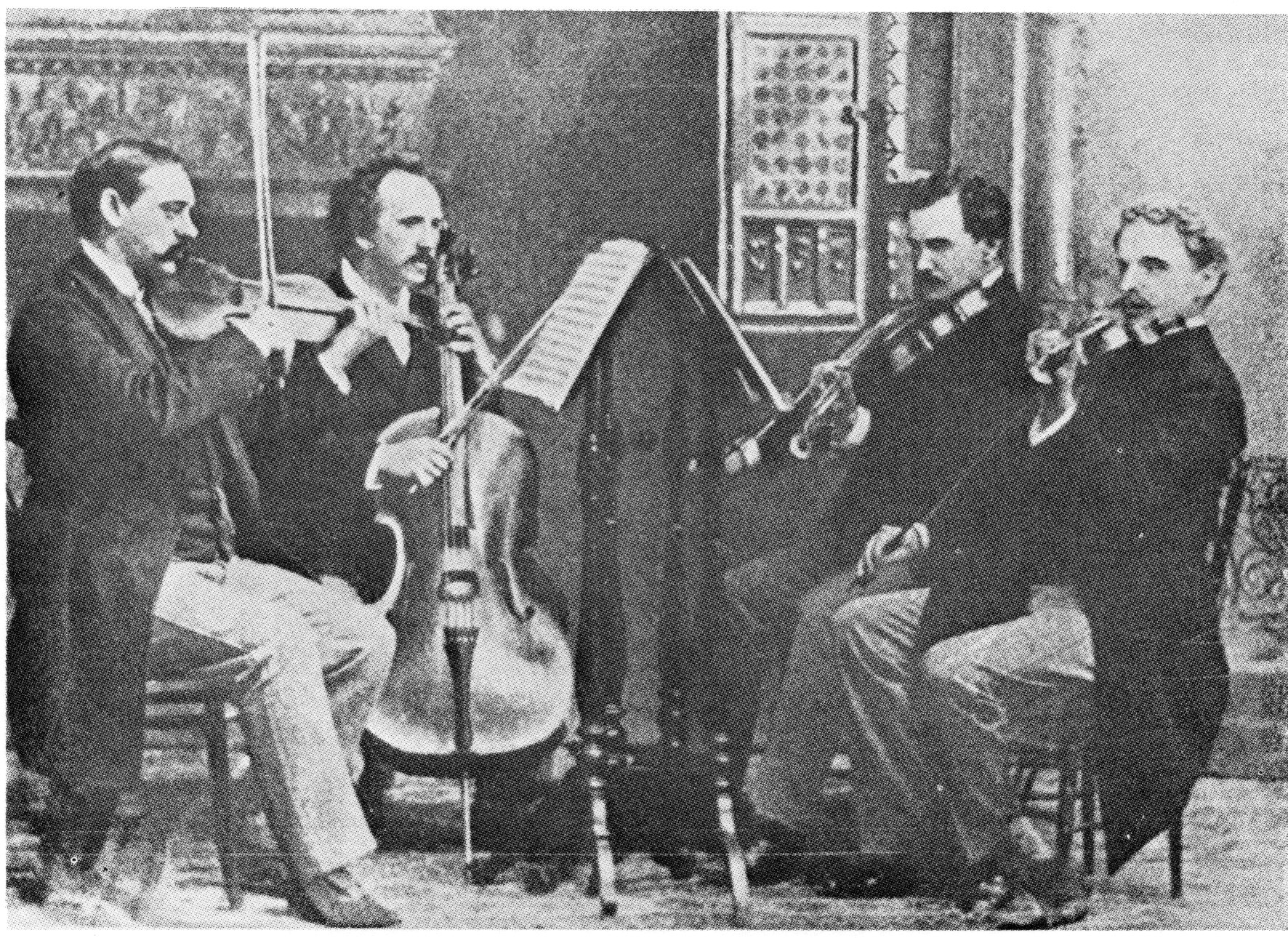
Около 1890 года

Кнайзель основал свой квартет сразу же по прибытии в США в качестве концертмейстера Бостонского симфонического оркестра; первоначальный состав квартета включал исполнителей с первых пультов оркестра. С 1905 г. квартет работал при Институте музыкального искусства (предшественнике Джульярдской школы), где Кнайзель возглавлял отделение струнных инструментов.
Среди выдающихся событий в истории квартета — мировая премьера струнного квартета Антонина Дворжака фа мажор, Op. 96 («Американского») 12 января 1894 г. в Бостоне (в программе, целиком составленной из произведений Дворжака и включавшей также квинтет и секстет), первые в США исполнения квартетов Антона Брукнера и Эрнеста Шоссона, квинтета Габриэля Форе, октета Джордже Энеску, а также «Просветлённой ночи» Арнольда Шёнберга (в ходе турне по США в 1914—1915 гг.). Значительное место в репертуаре квартета занимали сочинения американских композиторов — Джорджа Чедуика, Артура Фута, Горацио Паркера и др.
Современная пресса, в целом, весьма высоко оценивала мастерство квартета: так, в 1899 г. New York Times отмечала, что концерт квартета —

это сигнал к общему сбору теснейшего братства любителей музыки, истинных гурманов искусства, улавливающих разницу между ароматом Брамса и Бетховена и, как подлинно разумные люди, умеющих наслаждаться обоими. <…> Публика была в восторге весь вечер, и концерт вполне заслуживал этих проявлений удовлетворённости.

В 1917 г., уже после роспуска квартета, состоялись концерты, в которых вместе с тремя музыкантами последнего состава квартета — Летцем, Свеченским и Виллеке — выступил в партии первой скрипки Фриц Крейслер.

## Состав
Первая скрипка:
- Франц Кнайзель

Вторая скрипка:
- Эмануэль Фидлер (1885—1887)
- Отто Рот (1887—1899)
- Карел Ондржичек (1899—1902)
- Юлиус Теодорович (1902—1907)
- Юлиус Рёнтген-младший (1907—1912)
- Ганс Летц (1912—1917, с перерывом в 1914 г.)
- Сэмюэл Гарднер (1914)

Альт:
- Луис Свеченский

Виолончель:
- Фриц Гизе (1885—1889)
- Антон Хеккинг (1889—1891)
- Альвин Шрёдер (1891—1907)
- Виллем Виллеке (1907—1917)